# Deodoro (Rio de Janeiro)
Deodoro é um bairro da Zona Oeste do município do Rio de Janeiro, no Brasil.
Faz limites com os bairros Vila Militar, Campo dos Afonsos, Marechal Hermes, Guadalupe e Ricardo de Albuquerque.
O índice de desenvolvimento humano (IDH) do bairro, no ano 2000, era de 0,856, o 50º melhor do município do Rio de Janeiro.
Seus principais acessos são a Estrada Marechal Alencastro, a Estrada do Camboatá e a Avenida Duque de Caxias, além da Avenida Brasil e da TransOlímpica.

## História
Em 1612, Gaspar da Costa fundou, na região, o engenho Sapopemba, que produzia açúcar e rapadura. A cana-de-açúcar necessária para a produção era fornecida pela fazenda Gericinó, que se localizava bem próximo.
Cortado pela Estrada de Ferro Central do Brasil (em trecho operado pela Supervia), o bairro possui uma das maiores estações de trens do subúrbio, onde pode-se baldear tanto para a linha que segue para Santa Cruz quanto para a linha que segue para Japeri. A estação foi inaugurada em 1859 com o nome de Sapopemba, passando, após a proclamação da República do Brasil em 1889, a se chamar Deodoro em homenagem a Deodoro da Fonseca.
No século XIX, as terras do bairro foram adquiridas pelo barão de Mauá. Em seguida, as terras foram passadas sucessivamente para o Conde de Sebastião de Pinho que, endividado, leiloou-as sendo arrematadas pelo Banco do Brasil e, finalmente, adquiridas para o Ministério da Guerra. A partir do início do século XX, o bairro passou a abrigar grande número de instalações militares.
Na década de 1950, o prefeito Alim Pedro construiu o viaduto de Deodoro.
Em 2006, foi inaugurado o parque das vizinhanças Dias Gomes, popularmente conhecido como "piscinão de Deodoro".
O Governo do Estado do Rio de Janeiro inaugurou, no dia 23 de fevereiro de 2016, a Escola Técnica de Transportes Engenheiro Silva Freire, vinculada à Fundação de Apoio à Escola Técnica (FAETEC), na rua João Vicente, n° 2.151. A unidade que deu origem a esta escola foi fundada originalmente, em 1897, no auge do crescimento do transporte ferroviário no Rio de Janeiro.